# ماتيلد هوبين
ماتيلد هوبين ديبيورمي (من مواليد 30 مارس 1984) هي جراحة عظام كندية وراكبة دراجات سابقة شاركت في منافسات اختراق الضاحية والجبال والطرق والمضمار. لقد شاركت في ركوب الدراجات الوطنية والدولية مثل دورة الألعاب الصيفية في كندا، وبطولة العالم للدراجات الجبلية وتجارب بطوله العالم، وكأس العالم للدراجات الهوائية النسائية في مونتريال، وتور دو جراند مونتريال والألعاب البارالمبية الصيفية. فازت هوبين بميدالية برونزية في سباق الطريق الفردي للسيدات في B VI 1–3 كجزء من الوفد الكندي في دورة الألعاب البارالمبية الصيفية في بكين لعام 2008، بصفتها المرشدة البصرية لراكبة الدراجات الكفيفة جينيفيف أويليت. تعمل كجراحة عظام في المركز المستشفي الجامعي سانت جوستين وهي أستاذة في كلية الطب بجامعة مونتريال.

## خلفية شخصية
ولدت هوبين في 30 مارس 1984 في برومون، كيبك. وهي ابنة بول هوبين، وهو أيضًا راكب دراجة. تخرجت هوبين من مدرسة ماسي فانير الثانوية في كووانسفيل، وحصلت على وسام الحاكم لعام 2001 لحصولها على أعلى متوسط درجات لأي خريج في برنامج الدراسة الرياضية. قامت بدورة في العلوم الصحية في سيجيب دي جرانبي لمدة عامين لتحسين فرصتها في الالتحاق بالجامعة وكانت جزءًا من اللجان المختلفة في الكلية. التحقت هوبين بدورة الدراسات الطبية في جامعة شيربروك من عام 2004 إلى عام 2008؛ لقد فاتتها حفل تخرجها في سبتمبر 2008 لأنها كانت في بكين. بعد ذلك قامت بإقامة لمدة أربع سنوات في جراحة العظام في جامعة مونتريال ابتداءً من يوليو 2008. هوبين متزوجة من زميلها الدراج المحترف مارتن جيلبرت.

## حياة مهنية
بدأت ممارسة رياضة ركوب الدراجات في سن الثانية عشرة، حيث كانت تركب على مسارات جبل برومونت. بدأت هوبين في القيام بذلك بشكل تنافسي منذ سن 15 عامًا، حيث كانت تتنافس في مختلف أنواع الجبال والطرق والمسارات. في سن السادسة عشرة، فازت بسباق الدراجات الهوائية للفتيات في كأس كيبيك في سبتمبر 1998. احتلت هوبين المركز الثالث في فئة المتدربين في سباق اختراق الضاحية الذي أقيم كجزء من الجولة الثالثة من مسابقة كأس كندا للدراجات الجبلية في مونت تريمبلانت في يونيو التالي. في بطولة المضمار الوطنية الكندية لعام 2000 في برومونت، احتلت المركز الثالث في كل من مسابقة الوقت الفردي لمسافة 500 متر للناشئات وسباق السرعة. أحتلت هوبين المركز الثاني في البطولات الكندية لذلك العام والأول في بطولة كيبيك.
في كأس مقاطعة غاري فيشر 2001 الذي أقيم في برومونت في مايو من ذلك العام، احتلت المركز الرابع في فئة النخبة العليا من قبل راكبي الدراجات الذين تتراوح أعمارهم بين 19 و29 عامًا. تأهلت هوبين للمنافسة في دورة الألعاب الصيفية الكندية 2001 في لندن، أونتاريو، من خلال جمع نقاط تأهيل كافية في جلسة الاختيار التي جرت في مدينة كيبيك. قبل ذلك، حصلت على المركز الثالث في فئة الناشئين لسباق الدراجات الجبلية لراكبي الدراجات الذين تتراوح أعمارهم بين 17 و18 عامًا والذي أقامه نادي برومونت للدراجات الجبلية في هال.
في لندن، أونتاريو، كانت هوبين طالبة في فريق كيبيك لركوب الدراجات، وشاركت في مسابقات اختراق الضاحية، والمعيار، وسباق الطرق، ومسابقات اختبار الزمن. خلال عام 2002، شاركت في فئة الناشئات للسيدات في كأس مقاطعة غاري فيشر في برومونت، وكأس بوا دي بيل ريفيير في ميرابيل، وبطولة الطريق الكندية في لندن، أونتاريو وبطولة بطولة العالم للدراجات الجبلية والتجارب لعام 2002 في النمسا؛ تأهلت للمنافسة النمساوية بحصولها على المركز الثالث في كأس كندا 2002.
في عام 2003، احتلت هوبين المركز الرابع عشر في كأس كندا للدراجات الجبلية في برومونت، والمركز 74 في كأس العالم للدراجات الجبلية في مونت سانت آن وشاركت في سباق الجائزة الكبرى الكندي الدولي للسيدات في ساغينيه، كيبيك، خلال أواخر سبتمبر. في العام التالي، احتلت المركز الرابع في سباق الجائزة الكبرى لرافائيل ليفي في سان جيروم واستمرت في المركز الأربعين في كأس العالم في مونت سانت آن. تأهلت هوبين لدورة الألعاب الصيفية في كندا لعام 2005 في ريجاينا، ساسكاتشوان، من خلال حصولها على المركز الثالث في حدث التصفيات المؤهلة لركوب الدراجات عبر الضاحية، وكانت واحدة من 12 راكب دراجات من كيبيك في المنافسة في أغسطس. احتلت المركز السادس في سباق الدراجات عبر الريف، والثامن في مسابقة الدراجات الجبلية، والعاشر في المعيار، والمركز الحادي والعشرين في تجربة الوقت. أنهت هوبين المركز 31 من بين 70 مشاركًا في سباق السيدات لمرحلة كأس العالم للدراجات الجبلية لعام 2005 التي أقيمت في مونت سانت آن.
خلال عام 2006، حصلت على المركز الثالث في سباق الجائزة الكبرى دي سانت مارتين، والرابع في سباق الجائزة الكبرى رافاييل ليفي في بيلفوي، والمركز 31 في سباق الطريق في بطولة كندا الوطنية، والمركز 29 في بطولة الدراجات الجبلية الكندية. في كاملوبس والمركز الثامن عشر في كأس كندا 2006 في ويسلر، كولومبيا البريطانية. في العام التالي، احتلت هوبين المركز 74 في سباق السيدات الذي أقيم كجزء من مباراة كأس العالم للدراجات الجبلية لعام 2006 في مونتي سانت آن والرابع في سباق الطريق ديفي سبورتيف دي مونتريال. في دورة الألعاب الأمريكية 2007 التي أقيمت نوفمبر في كالي، كولومبيا، احتلت المركز الخامس في سباق الطريق، والسابع في الكيلومتر، والثامن في مضمار المطاردة والتاسع في تجربة الوقت.
شاركت هوبين أيضًا في بطولة عموم أمريكا لركوب الدراجات لذوي الاحتياجات الخاصة في نفس المدينة مع الدراج ضعيفه البصر جينيفيف أويليت بعد أن أبلغها الاتحاد الكيبيكي لرياضة الدراجات الهوائية بفرصة دخول المنافسة.
واصلت المشاركة في أحداث ركوب الدراجات الوطنية مثل كأس العالم للدراجات الهوائية النسائية في مونتريال، وجولة في جزيرة الأمير إدوارد وتور دو جراند مونتريال. دخلت هوبين وأويليت في دورة الألعاب البارالمبية الصيفية 2008 التي أقيمت في شهر سبتمبر من ذلك العام في مدينة بكين، الصين كجزء من الوفد الكندي في الألعاب حيث كانت هوبين بمثابة الدليل البصري الترادفي لـ أويليت. تدرب الثنائي في معسكر تدريبي داخل مضمار السباق في أستراليا، ودخلوا في العديد من المسابقات البارالمبية استعدادًا للألعاب. كان أول حدث لهم هو سباق 3000 متر فردي سيدات (B&VI 1–3) في 10 سبتمبر، حيث احتلوا المركز السابع في المرحلة التمهيدية وفشلوا في التأهل للنهائي. ثم احتلت هوبين وأويليت المركز العاشر في سباق الطريق الفردي للسيدات في فئة B VI 1–3 بعد يومين، قبل أن تحتل المركز الثالث في سباق الطريق الفردي للسيدات في فئة B VI 1–3 للمطالبة بالميدالية البرونزية. الميدالية بعد يومين. كرمت لمشاركاتها في الألعاب البارالمبية من قبل الاتحاد الدولي للمعاقين في نوفمبر 2008.
في عام 2009، فازت هوبين وأويليت بكل من سباقات الكيلو للسيدات وسباقات المطاردة لراكبي الدراجات ضعاف البصر في بطولة المضمار الوطنية الكندية للراكبين ذوي الإعاقة. شاركت أيضًا في بطولة العالم لركوب الدراجات على الطرق لذوي الاحتياجات الخاصة لعام 2009 في بيشنزة وكورتيمادجوري بإيطاليا في شهر يوليو من ذلك العام مع أويليت، احتلت المركز الرابع في سباق الطريق الترادفي. احتلت الثنائي المركز السادس في سباق الطريق في بطولة العالم لركوب الدراجات على الطرق لذوي الاحتياجات الخاصة التي أقيمت في بوجوجنو بإيطاليا.

## طبيبة
عملت في المستشفىي الجامعي سانت جوستين كجراحة عظام أطفال متخصصة في اليد والطرف العلوي، وهي أستاذة في كلية الطب بجامعة مونتريال منذ عام 2016 بعد حصولها على زمالات في جامعة هارفارد وجامعة كولومبيا البريطانية. كانت هوبين جزءًا من مشروع الحلم الذي يتضمن أطفالًا تتراوح أعمارهم بين 7 إلى 17 عامًا يلعبون لعبة الواقع الافتراضي لتقليل قلقهم وألمهم عند إجراء الإجراءات الطبية عليهم في المستشفى. كما شاركت أيضًا في البعثات الطبية السنوية في كولومبيا لصالح المنظمة الإنسانية "شفاء الأطفال" منذ عام 2014.